# Henri Kouprachvili
 (juin 2024).
Si vous disposez d'ouvrages ou d'articles de référence ou si vous connaissez des sites web de qualité traitant du thème abordé ici, merci de compléter l'article en donnant les références utiles à sa vérifiabilité et en les liant à la section « Notes et références ».
Henri Kouprachvili (en géorgien : ჰენრი კუპრაშვილი), né le 13 septembre 1946 à Khachouri (Géorgie), est un nageur géorgien.
Le 30 août 2002, pour la première fois dans l’histoire de l’humanité, il traverse le détroit des Dardanelles en trois heures et 15 minutes, avec les mains et les pieds attachés, selon le style traditionnel de Colchide. Les guerriers colches utilisaient la nage libre colche (en), et s’entraînaient à nager les mains et les pieds attachés, pour que, s'ils se retrouvaient dans cette position dans la mer, ils puissent s'en sortir.

## Biographie
Henri Kouprachvili est historien, journaliste, politologue, docteur en sciences politiques, professeur titulaire de l’université technique de Géorgie, conseiller d'État de première classe, vice-colonel, président de la Fédération de Natation des styles nationaux[pas clair] de Géorgie, entraineur principal de la natation de l’équipe paralympique de Géorgie, chevalier de l’ordre de Vakhtang Gorgasali et de la médaille d’or George Gordon Byron. La chaîne de télévision CNN lui donne le surnom d'« homme-dauphin ».

## Galerie de photographies

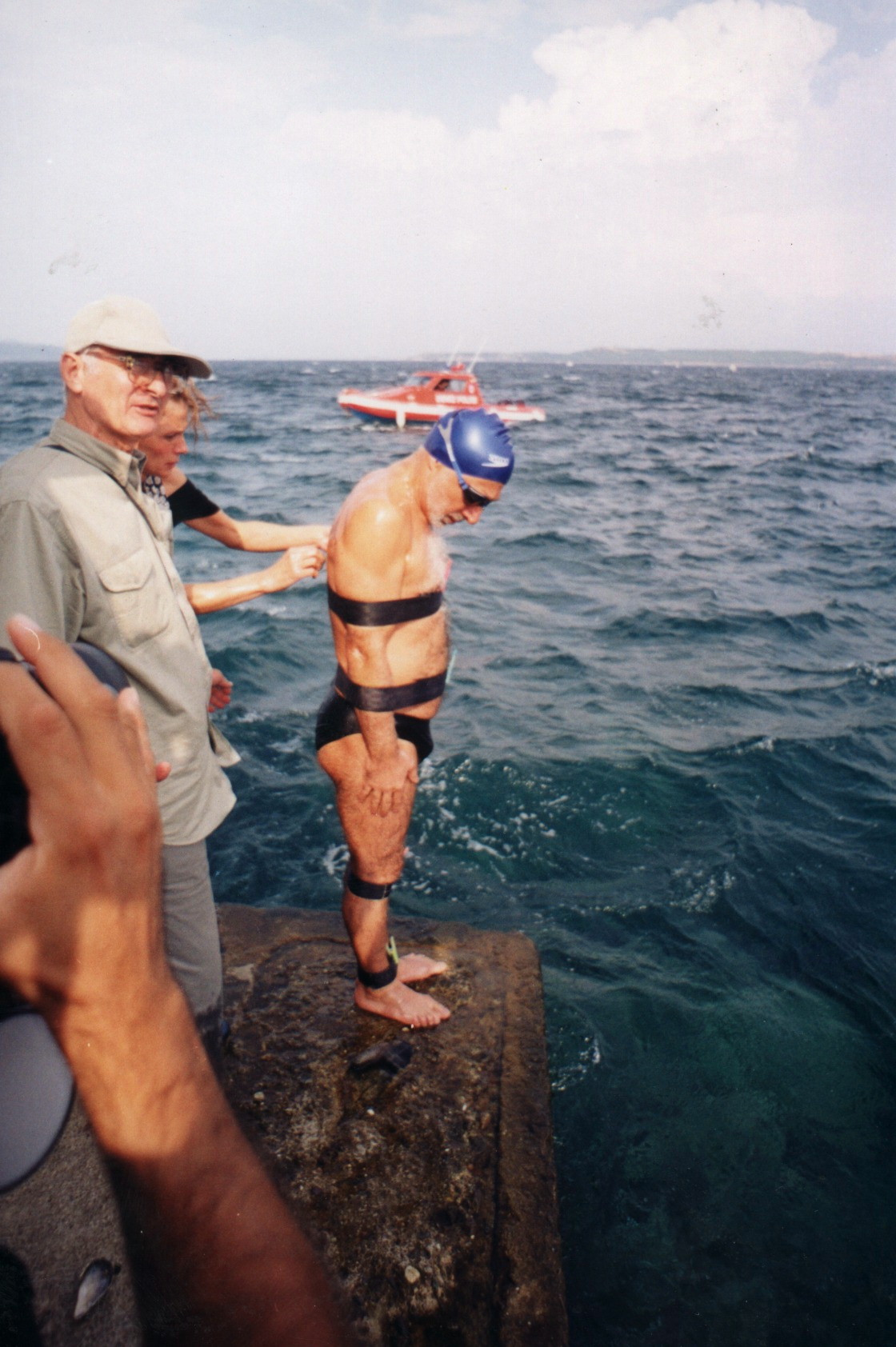
Henri Kouprachvili - Dardanelles 2002.
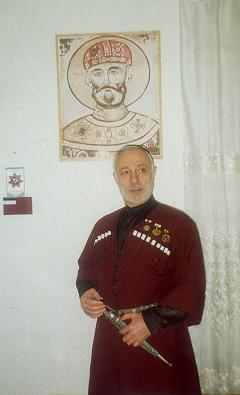
Henri Kouprachvili en tchokha, le costume national de la Géorgie.
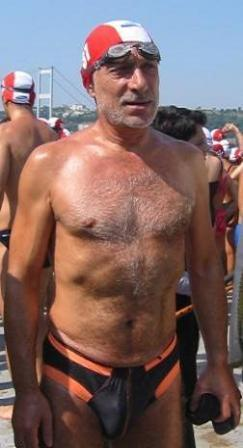
Henri Kouprachvili sur le Bosphore, en 2005.

## Travaux (sélection)
- S. Sharikadze, Gnoseological Aspects of the National Liberation Movement, Tbilisi, Society Tsodna, 1999 (ISBN 5-89512-126-8)
- Problems of Political Science, Tbilisi, Society Tsodna, 1999 (ISBN 5-89512-106-3)
- Political Development and Political Modernization, Tbilisi, Publishing House Universali, 2003, Unit VIII, 201-220 (ISBN 99928-976-7-8)
- Georgian Swimming, Tbilisi, 2004 (ISBN 99940-0-190-6)
- National Security: Problematic Situation and Criteria (theoretical-methodological aspects of research of national editorship security of Georgia). Politology. Recommended for instruction for students : Under the editorship of Professor Gogiashvili O., Tbilisi, Publishing House - Tbilisi State University, 2004, Unit X, 328-351 (ISBN 99928-33-53-X)
- Political Aspects of the Formation of the National Information System in Post-Communist Georgia. Politics, Ethics, and the Challenges to Democracy in 'New Independent States’, Washington, Council for Research in Values and Philosophy, 2005, Chapter XI, 133-141 (ISBN 978-1-56518-224-0)
- The Great Russian Yoke in Georgia 1 half of XIX c. (The Great Rusianoba in Georgia), Tbilisi, Publishing House - Universali, 2011 (ISBN 978-9941-17-381-3)
- Russian Colonial Policy of Robbery and National Humiliation in Georgia and Georgian Social-Political Ideas in I Half of XIX c., Tbilisi, Publishing House - Technical University, 2011 (ISBN 978-9941-14-978-8)
- Five Immortal Georgians. The First Half of XIX c., Tbilisi, Publishing House - Universali, 2012 (ISBN 978-9941-17-569-5)
- Henri Kouprachvili, System Information the Provision of National Security, Tbilisi, Publishing House - Technical University, 2012 (ISBN 978-9941-20-073-1)
- Henri Kouprachvili, Terms "Ushishroeba" (Security) and "Usaprtkhoeba" (Safety) and Issues Related to Their Usage, Tbilisi, Publishing House - Universali, 2014 (ISBN 978-9941-22-407-2)
- Henri Kouprachvili, « Shevardnadze's Geostrategic Carambola », World Science, vol. 3, no 4(44),‎ avril 2019, p. 38-45 (DOI 10.31435/rsglobal_ws)